# Tirésias
Pour les articles homonymes, voir Tirésias (homonymie).

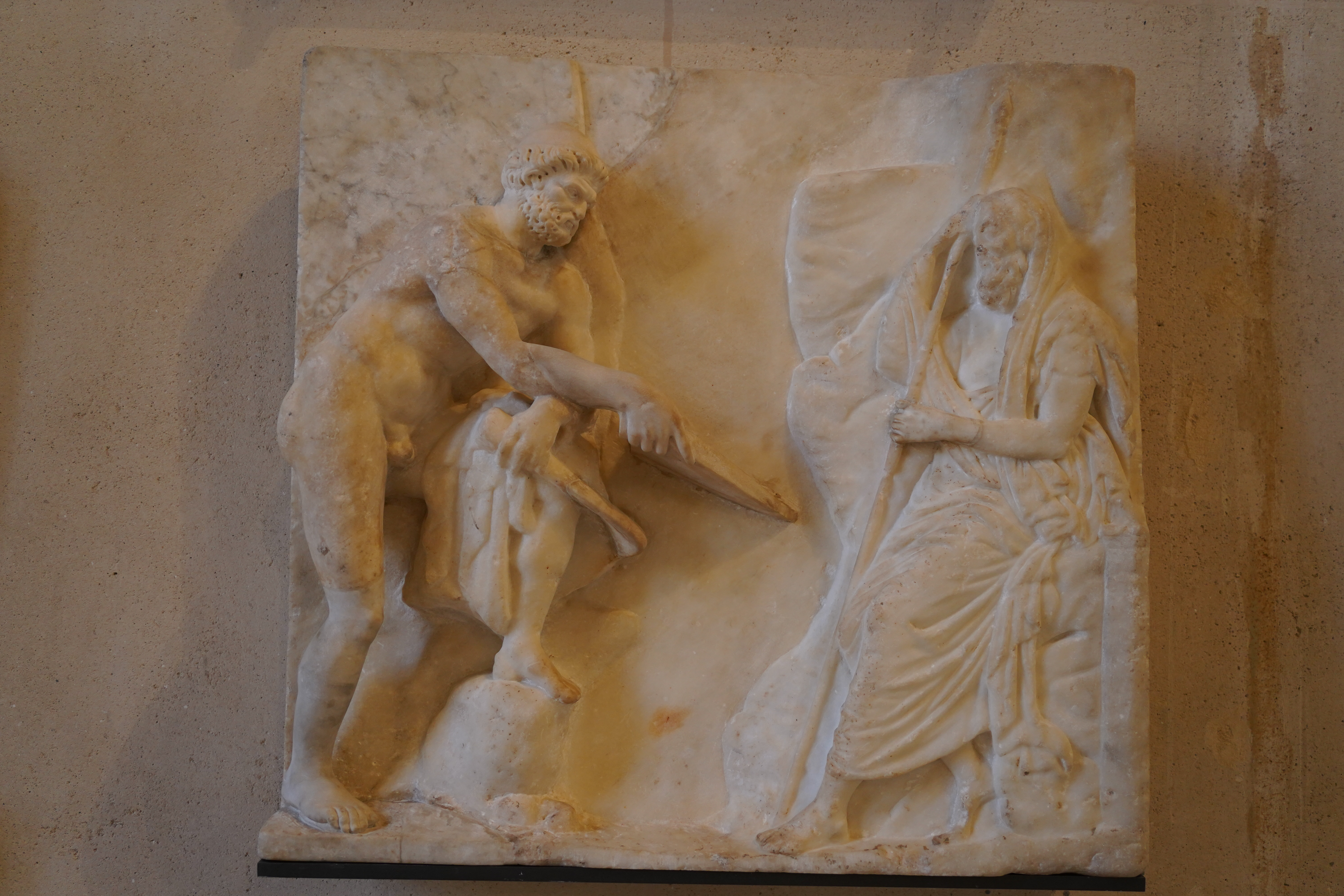
Relief d'Ulysse consultant Tiresias. IVe quart du Marbre. Musée du Louvre.

Dans la mythologie grecque, Tirésias (en grec ancien Τειρεσίας / Teiresías) est un devin aveugle de Thèbes. 
Fils d’Évérès (de), lui-même fils du Sparte Oudaïos (it), et de la nymphe Chariclo, Tirésias a trois filles : Manto, Historis et Daphné. Il est, avec Calchas, l'un des deux devins les plus célèbres de la mythologie grecque.

## Origines du don de prophétie
Tirésias ne naquit pas devin et aveugle : son pouvoir et sa cécité résultent de sa rencontre avec les dieux. Il existe différentes versions de ce mythe. Notamment il serait devenu aveugle à la vision du corps de la déesse Athéna
.

### Le bain d’Athéna
Selon la version de Phérécyde que l'on retrouve dans la Bibliothèque du Pseudo-Apollodore, Tirésias, adolescent, était en train de danser et de chanter quand il surprit Athéna se baignant nue dans une source du mont Hélicon. La déesse, dont la chasteté est absolue, vit comme une atteinte à sa pudeur cette indiscrétion de Tirésias. « Athéna lui mit alors les mains sur les yeux et le rendit aveugle » (Apollodore III, 6, 7). Comme la nymphe Chariclo, mère de Tirésias, faisait partie du cortège divin, elle supplia Athéna de rendre la vue à son fils. La déesse refusa mais consentit à alléger sa sentence. « Elle lui purifia les oreilles, et ce qui lui permit de comprendre parfaitement le langage des oiseaux ; puis elle lui donna un bâton de cornouiller, grâce auquel il marchait comme les gens qui voient » (Apollodore III, 6, 7). Athéna lui concéda également une vie plus longue que le commun des mortels et le pouvoir de garder ses dons aux Enfers. Cette version est également présente dans l'œuvre de Callimaque de Cyrène et dans celle de Nonnos de Panopolis.

### La métamorphose de Tirésias
La deuxième version sur l'origine des dons de Tirésias nous vient d'Ovide. Alors que Tirésias se promenait en forêt, il troubla de son bâton l'accouplement de deux serpents. Aussitôt, il fut transformé en femme. Tirésias resta sous cette apparence pendant sept ans. La huitième année, il revit les mêmes serpents s'accoupler. « Si quand on vous blesse, votre pouvoir est assez grand pour changer la nature de votre ennemi, je vais vous frapper une seconde fois. » Et, ainsi, Tirésias redevint un homme.
Quand Zeus prétendit que la femme prenait plus de plaisir que l'homme à l'acte sexuel et que son épouse Héra prétendit le contraire, les dieux demandèrent l'avis de Tirésias qui avait l'expérience des deux sexes. Tirésias se rangea de l'avis de Zeus. Il expliqua que  si le plaisir de l'acte sexuel était divisé en dix parts, la femme en prendrait neuf alors que l'homme n'en prendrait qu'une. Et Héra, « plus offensée qu'il ne convenait de l'être pour un sujet aussi léger, condamna les yeux de son juge à des ténèbres éternelles ». Zeus ne pouvait aller à l'encontre de la décision d'Héra, alors, pour compenser sa cécité, il offrit à Tirésias le don de divination et une vie longue de sept générations. D’après la Bibliothèque du Pseudo-Apollodore (Livre III, chap6, §7), Hésiode rapporte un récit semblable.

### La jeune fille et Apollon
La dernière version est rapportée par l’évêque du XIIe siècle Eustathe de Thessalonique : dans son commentaire de l’Odyssée[Où ?], il rapporte un récit attribué à Sostratos. Ce récit, qui aurait son origine dans une élégie hellénistique, raconte que Tirésias naquit de sexe féminin.
Toute jeune fille, elle suscita le désir d’Apollon, et le dieu, en échange de ses faveurs, lui enseigna la musique. Cependant, devenue adulte, Tirésias se refusa à Apollon. Celui-ci la métamorphosa alors en homme pour qu’à son tour elle ressente l’emprise d’Éros.
À partir de cette première métamorphose et après avoir été l’arbitre de la querelle opposant Zeus à Héra sur la question du plaisir dans l’acte sexuel, Tirésias ne subit pas moins de six passages d’un sexe à l’autre.

## Mythe
La naissance de Tirésias le lie de façon intime à la terre de Béotie, ainsi qu’à la fondation de la ville de Thèbes, où il passera la majorité de sa vie. Pausanias décrit ainsi les différents lieux qui conservent sa mémoire au IIe siècle . Apollodore quant à lui rapporte qu’Amphitryon consulta le devin pour percer le mystère de l’« imposteur » qui avait partagé le lit de sa femme pendant son absence, en prenant son apparence. Par ailleurs, deux grands poètes, Pindare et Théocrite, ont traité ce motif de la naissance d’Héraclès : leurs œuvres respectives font mention d’une intervention différente du devin Tirésias à l’occasion de la naissance du héros.
La première Néméenne de Pindare était destinée à la célébration du vainqueur d’une course de chars à ces jeux : ses qualités et sa sagesse sont ainsi comparées à celles d’Héraclès, dont le poète entreprend de chanter la destinée extraordinaire. Après les premiers exploits du nouveau-né, qui terrasse les serpents envoyés par la vindicative Héra, Amphitryon, le beau-père mortel d’Alcide, à la fois étonné et attristé par sa force et son courage hors normes, consulte son illustre voisin : le devin va ainsi se faire l’interprète du destin du demi-dieu, de ses futurs exploits, ainsi que de l’immortalité qui lui est promise, auprès de son père. Théocrite, dans sa vingt-quatrième Idylle, après avoir narré, dans un récit qui commence ex abrupto, le premier exploit du jeune héros, rapporte la prédiction, par le devin Tirésias, de sa gloire future. La fin du poème décrit l’extraordinaire éducation du fils de Zeus.

### Le devin officiel de Thèbes
La tragédie grecque met en scène différents épisodes de la biographie de Tirésias ; tous cependant appartiennent à la période où le devin exerce des fonctions officielles dans la ville de Thèbes. Chronologiquement le premier épisode de cette période mis en scène dans la tragédie l’est par Euripide dans Les Bacchantes. La pièce a pour contexte l’instauration violente du culte de Dionysos à Thèbes : le devin est un des rares personnages officiels à prendre parti en faveur du nouveau dieu (v. 170-369 ). Cet épisode est aussi raconté par Nonnos de Panopolis dans ses Dionysiaques au Ve siècle (chant XLV, v. 52-218).
Un autre épisode de la vie de Tirésias est mis en scène dans Œdipe roi de Sophocle : par rapport aux Bacchantes, nous avançons donc de quatre générations dans le temps mythologique. La peste s’est abattue sur Thèbes : Créon, le beau-frère d’Œdipe, rapportant la réponse de l’oracle de Delphes, révèle qu’il faut purifier le pays de la souillure produite par le meurtre de l’ancien roi Laïos. Tirésias est alors mandé par le roi afin qu’il dénonce le meurtrier. Le devin va pourtant répondre aux demandes pressantes du roi par un refus systématique. La violente dispute qui s’ensuivra le poussera pourtant à révéler, de façon voilée, les origines réelles de la souillure de Thèbes ainsi que les lourdes menaces qui pèsent sur Œdipe .
Suivant la chronologie mythique, ce sont Les Phéniciennes d’Euripide qui font immédiatement suite à Œdipe roi. Une fois Œdipe déchu du trône, ses fils Étéocle et Polynice décident de se partager le pouvoir, chacun acceptant de régner sur Thèbes alternativement pendant un an. La malédiction d’Œdipe pèse cependant sur eux : leur père les a en effet maudits et voués à s’entretuer, après qu’ils l’eurent séquestré dans le palais. Ainsi, le conflit éclate dès la première année : Étéocle, avide de pouvoir, refuse de rendre le trône. Polynice, avec l'aide des Sept chefs, assiège sa propre cité. Les Thébains remporteront pourtant la guerre grâce aux prophéties de Tirésias, qui révélera la nécessité d'offrir en sacrifice le fils de Créon, Ménécée.
La victoire cependant ne fut acquise qu’au prix d’un duel fratricide, celui des deux fils d’Œdipe. Créon, nouveau roi de Thèbes, décide alors de faire des funérailles solennelles à Étéocle, mais interdit de donner une sépulture au « traître » Polynice, conformément aux ordres donnés par Étéocle avant de mourir. Antigone, héroïne de la pièce de Sophocle du même nom, par respect pour les honneurs sacrés dus aux morts, brave l’interdit en recouvrant le cadavre de terre et en accomplissant les rites funèbres. Quand Tirésias entre en scène, c'est pour faire respecter par Créon les immuables lois divines : il révèle ainsi pleinement son rôle de conseiller politique secondant le chef de l’État. Cependant, face aux révélations de Tirésias, la nature colérique et autoritaire du tyran va rapidement reprendre le dessus. À celui qui tente de le raisonner et de lui faire voir les menaces qui pèsent sur sa tête, Créon répond par des insultes. Le devin se retire donc, annonçant les châtiments imminents des dieux.

### Sa mort

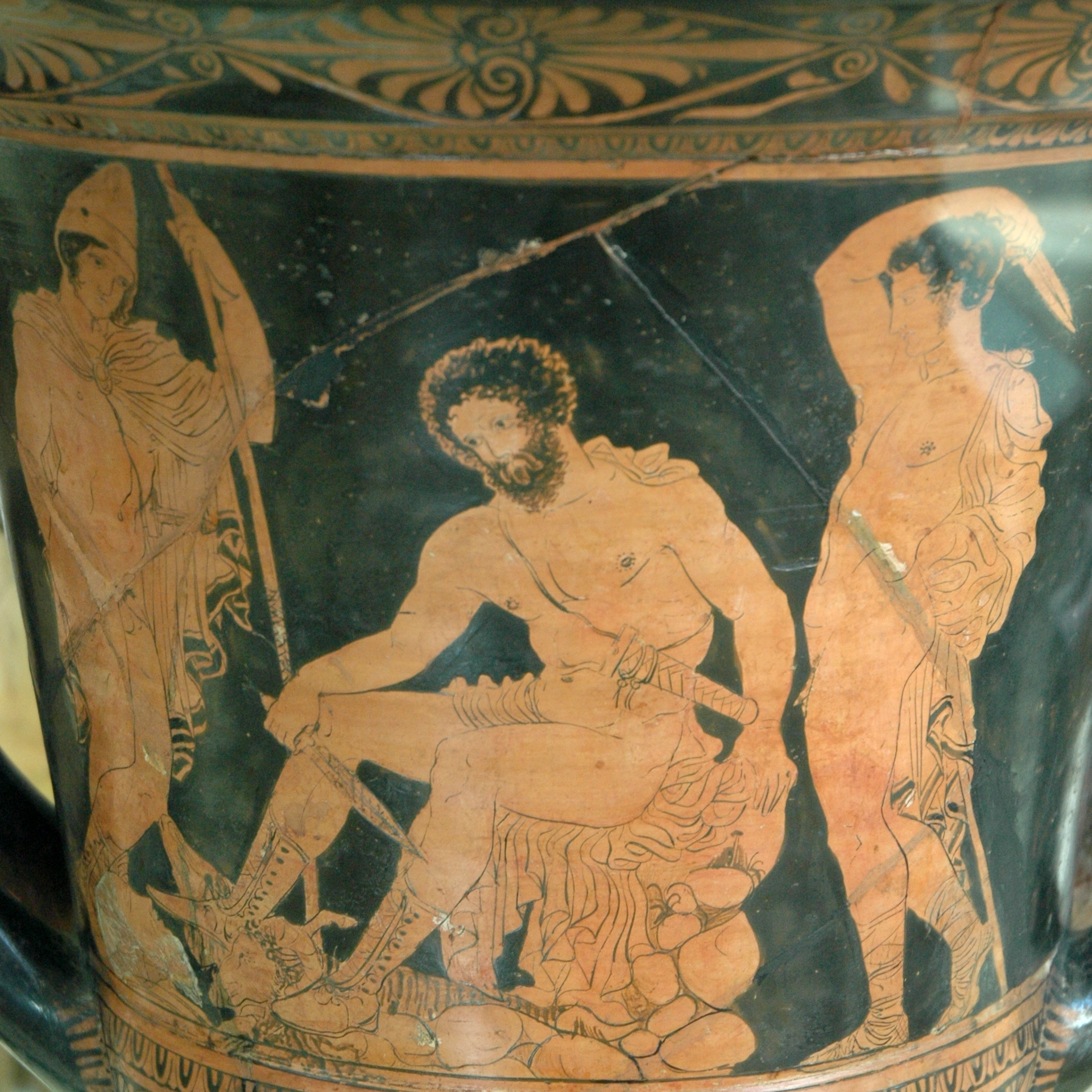
Ulysse aux Enfers consultant l'esprit de Tirésias, cratère en cloche lucanien du Peintre de Dolon, IVe siècle av. J.-C., Cabinet des médailles de la Bibliothèque nationale de France

La version du mythe de Callimaque nous a appris que Tirésias avait obtenu d’Athéna la faculté surnaturelle de conserver son esprit après la mort. C’est en effet pourvu de ce don qu’il fait son apparition dans la Nekuia, épisode du Chant XI de l’Odyssée, où l'on apprend que c'est l'épouse d'Hadès, Perséphone, qui a tenu à ce qu'il garde le sens et la raison : Ulysse le fait venir du royaume des morts, un oracle du devin étant, pour le fils de Laërte, le seul moyen de savoir comment rentrer chez lui. Le héros, sur les conseils de Circé, accomplit les libations et sacrifices d’usage nécessaires pour entrer en contact avec les âmes des défunts : le sang des victimes sacrifiées, coulant dans la fosse, fait monter de l’Hadès les âmes des morts qui souhaitent s'en abreuver : ce n'est qu'après en avoir bu qu'elles pourront converser avec Ulysse. L’ombre de Tirésias doit cependant boire la première, comme s’il disposait encore d’une certaine prééminence dans l’Hadès : il est en effet présenté par Circé comme « l’aveugle, qui n’a rien perdu de son esprit », tandis que les autres âmes sont considérées comme les « têtes sans force des morts ». Enfin, Tirésias est décrit comme « tenant un sceptre d'or », tel un symbole du pouvoir qui lui a été reconnu.
Bénéficiant ainsi de cette faveur exceptionnelle, il peut encore dire ce qu'ont résolu les dieux et prédire à Ulysse toutes les embûches qui l’attendront pour son retour. Après avoir expliqué la cause de la haine du dieu des mers Poséidon, qui pourchasse Ulysse et ses compagnons pour avoir aveuglé son fils le Cyclope, le devin prodigue ses conseils dont celui de respecter à tout prix les troupeaux du Soleil. D’autre part, il annonce au héros que le massacre des prétendants, qui déshonoraient sa maison, ne sera pas pour lui l’aventure ultime : Ulysse devra encore repartir jusqu’à ce qu’il rencontre une peuplade ignorant la mer, et faire un sacrifice à Poséidon. Cependant, malgré l'aide de Circé et de Tirésias, Ulysse ne parviendra pas à éviter l'île d'Hélios, où ses compagnons compromettront définitivement leur chance de retour à Ithaque. Seul Ulysse reviendra dans son île, auprès de Pénélope, à laquelle il contera son étrange rencontre avec le devin « mort » (XXIII, 323).
Si la mort « spirituelle » du devin n’est, de fait, pas attestée, sa mort « physique », quant à elle, connaît plusieurs versions. Tous les auteurs s’accordent cependant pour dire qu’elle a eu lieu pendant la prise de Thèbes par les Épigones, les fils des Sept chefs qui avaient participé à la première expédition contre la cité béotienne. Le Pseudo-Apollodore prétend que le devin s’enfuit hors de la ville avec les rescapés thébains, et fait halte en leur compagnie près de la source Tilphoussa : le vieil homme y meurt pour avoir bu l’eau trop froide de la source. Pausanias déclare que le devin, ainsi que sa fille Manto, restés à l’intérieur de la ville, sont faits prisonniers par les Argiens qui décident de les envoyer à Delphes, pour y être consacrés à Apollon : le grand âge de Tirésias ne lui permet cependant pas d’accomplir la totalité du trajet, et il meurt près de la source Tilphoussa. Un passage de la Mélampodie du Pseudo-Hésiode nous a transmis l’ultime prière que le devin adressa à Zeus : il y évoquait particulièrement son savoir et sa vie s'étendant sur sept générations, précisant ainsi le don que le poème de Callimaque imputait à Athéna.

## Le Tirésias platonicien
Platon dans le Ménon fait du personnage de Tirésias le modèle de l’extralucide aux Enfers, qui garde sa haute lucidité par faveur divine pour son excellence qui s’impose comme s’imposerait un objet réel dans ce monde où tout est ombre.

## Évocations artistiques
(juillet 2015).

### Littérature et théâtre
- L'Odyssée, Épopée d'Homère (Chant XI)
- Antigone, drame de Sophocle

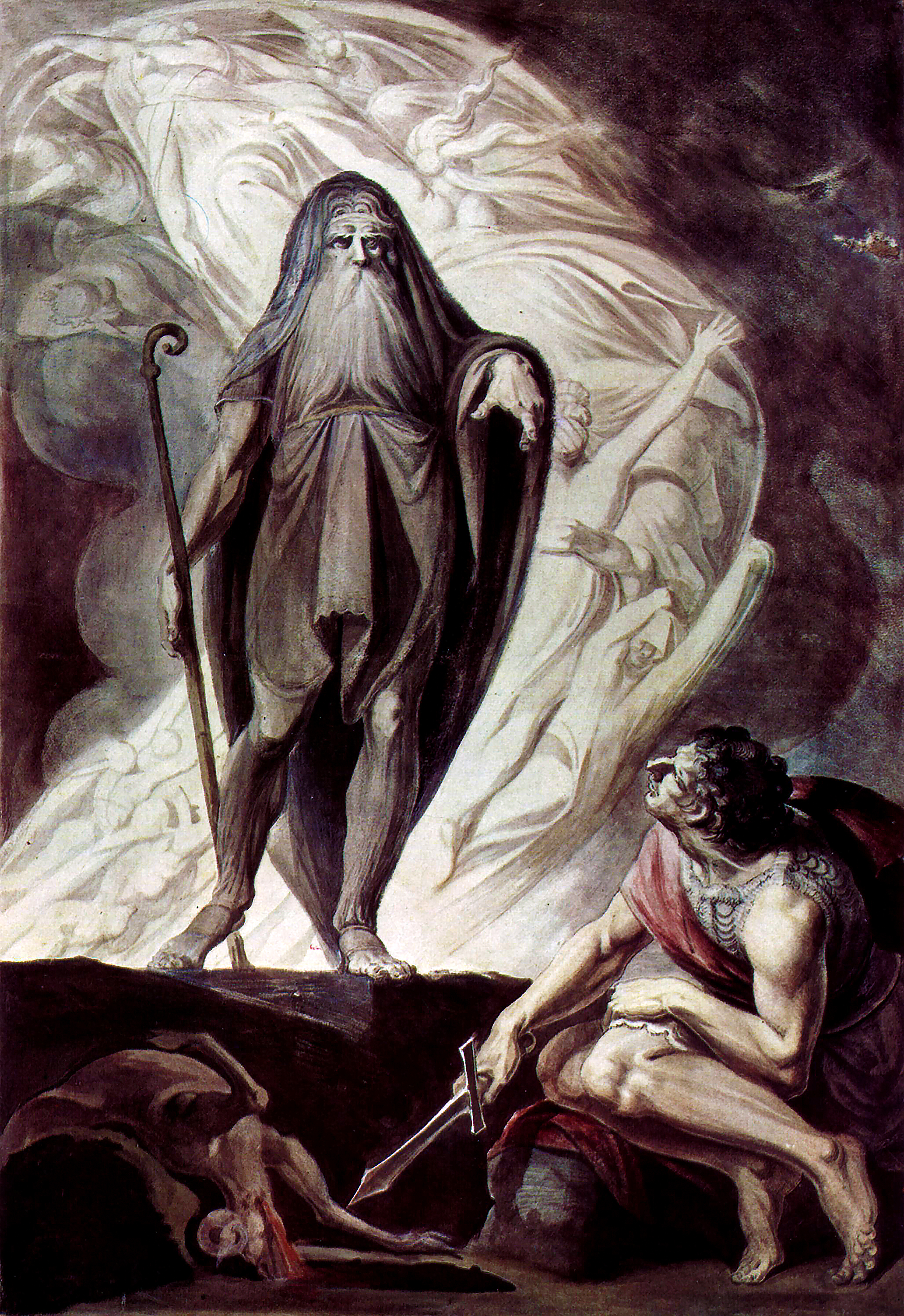
Tirésias apparaît devant Ulysse pendant le sacrifice, Heinrich Füssli, 1780-1785, Graphische Sammlung der Albertina (Vienne)

- Ménippe et Tirésias, comédie de Lucien de Samosate
- Dante Alighieri, la Divine Comédie (Enfer, XX, 40-45, Purgatoire, XXII, 113)
- Tiresias, poème d'Alfred Tennyson (1885)
- La Terre vaine (The Waste Land), poème de T. S. Eliot (1922)
- Antigone, pièce de Jean Cocteau (1922)
- Œdipe pièce d'André Gide (1930)
- La Machine infernale, pièce de Jean Cocteau (1934)
- Tirésias, texte de Marcel Jouhandeau, in Ecrits secrets (III)
- Tirésias et autres poèmes choraux, recueil de Yánnis Rítsos
- Les Mamelles de Tirésias, pièce surréaliste de Guillaume Apollinaire
- Lo somni de Bernat Metge (1396-1398)
- Antigone, de Jean Anouilh (1946)
- Étreins-toi de Kae Tempest (recueil de poèmes sur la figure de Tirésias)

### Peinture
- Pietro della Vecchia, Le devin Tirésias se métamorphosant en femme (XVIIe siècle), Nantes, Musée des Beaux-Arts.
- Giulio Carpioni, Liriopé présentant Narcisse à Tirésias (XVIIe siècle), Pau, Musée des Beaux-Arts.
- René-Antoine Houasse, Minerve et Tirésias (1698), Musée national des châteaux de Versailles et de Trianon.

### Musique
- Œdipus rex, opéra-oratorio d'Igor Stravinsky, sur un livret de Jean Cocteau (1928).
- Œdipe, opéra de Georges Enesco (1931).
- Les Mamelles de Tirésias, œuvre lyrique écrite en 1947 par le compositeur Francis Poulenc sur un texte de Guillaume Apollinaire.
- Tiresias, ballet en trois actes écrit en 1950 par le compositeur britannique Constant Lambert.
- The Cinema Show, chanson du groupe Genesis tirée de l'album Selling England by the Pound (1973).
- Tirésias apparaît dans la série d'albums Epic : The Musical de Jorge Rivera-Herrans, dans la chanson No Longer You[réf. souhaitée].

### Cinéma
- Œdipe roi de Pier Paolo Pasolini (1967).
- Tiresia de Bertrand Bonello (2003).
- Maudite Aphrodite (Mighty Aphrodite) de Woody Allen, (1995).
- O'Brother des frères Coen, 2000.
- Antigone (grec moderne : Aντιγόνη) de Yórgos Tzavéllas (1961).
- La Vie d'Adèle de Abdellatif Kechiche (2013).
- En 2014, Christophe Honoré dans Métamorphoses, illustre le mythe de Tirésias, présenté par Ovide.

### Bande dessinée
Tirésias a fait l'objet d'une bande dessinée française en deux tomes paru en 2001, réalisée par Christian Rossi et Serge Le Tendre : Tirésias. La bande dessinée se concentre sur la jeunesse de Tirésias : présenté au départ comme un jeune homme orgueilleux, il doit rabattre de sa superbe lorsqu'il est métamorphosé en femme par Athéna après avoir abusé d'une prêtresse.
Tirésias est également cité dans la deuxième de couverture du tome six de la bande dessinée Les Petits Mythos (avec Christophe Cazenove au scénario et Phillipe Larbier au dessin aux éditions Bamboo). Il est décrit à la définition huit de la carte de l'Odyssée d'Ulysse, mais ne fait cependant pas partie de la bande dessinée elle-même.

## Sources
- Pseudo-Apollodore, Bibliothèque [détail des éditions] [lire en ligne].
- Callimaque, Hymnes [détail des éditions] (lire en ligne).
- Homère, Odyssée [détail des éditions] [lire en ligne].
- Euripide, Les Bacchantes [détail des éditions] [lire en ligne], Les Phéniciennes [détail des éditions] [lire en ligne].
- Nonnos de Panopolis, Dionysiaques [détail des éditions] [lire en ligne].
- Ovide, Métamorphoses [détail des éditions] [lire en ligne] (III, 317).
- Pindare, Odes [détail des éditions] (lire en ligne) (Néméennes).
- Sénèque, Œdipe.
- Sophocle, Œdipe roi [détail des éditions] [lire en ligne].
- Théocrite, Idylles (24).

#### Mythologie
- Pierre Grimal, Dictionnaire de la mythologie grecque et romaine, publié aux PUF, 1951 ; cinquième réédition en 1976.

#### Œuvres critiques
- Luc Brisson, Le Mythe de Tirésias. Essai d’analyse structurale, Brill, Leiden, 1976.
- Luc Brisson, Le sexe incertain. Androgynie et hermaphrodisme dans l'Antiquité gréco-romaine, Les Belles Lettres, Paris, 1997 (rééd. 2008).
- Claude Calame, Poétique des mythes dans la Grèce antique, Hachette Université, coll. « Langues et civilisations anciennes », Paris, 2000.
- Marie Delcourt, Hermaphrodite. Mythes et rites de la bisexualité dans l’Antiquité classique, P.U.F., 1958.
- E. Di Rocco, Io Tiresia. Metamorfosi di un profeta, Roma, 2007
- Robert Flacelière, Devins et oracles grecs, P.U.F., coll. « Que sais-je » (no 939), Paris, 1961.
- Nicole Loraux, Les Expériences de Tirésias. Le Féminin et l'Homme grec, Gallimard, N.R.F. Essais, 1989.
- G. Ugolini, Untersuchungen zur Figur des Sehers Teiresias, Tübingen, 1995

#### Articles en ligne
- Emiliano J. Buis, "La ceguera de los justos. Trasgresión, condena y compensación en la mythopoesis tiresiana" .
- Laurent Danon-Boileau, "Trouble féminin dans l'homme" .
- Nathalie Duplain-Michel, "Tirésias et les chamanes. Etude comparative des liens entre bisexualité et divination dans la mythologie grecque et l'idéologie chamanique" .
- Donald J. Mastronarde, "The optimistic rationalist in Euripides : Theseus, Jocasta, Teiresias" .
- Hannah M. Roisman, "Teiresias, the seer of Oedipus the King" .
- Marcello Carastro, « Quand Tirésias devint un mágos. Divination et magie en Grèce ancienne (ve-ive siècle av. n. è.) », Revue de l’histoire des religions   , 2   2007  http://rhr.revues.org/5257